# Espoon Palloseura
Pour les articles homonymes, voir EPS.
L'Espoon Palloseura (EPS) est un club de hockey sur glace d'Espoo en Finlande.

## Historique
Le club est créé en 1970. Il a évolué deux saisons Suomi-Sarja avant 2002. Depuis cette année-là, il ne possède plus d'équipe senior. Le HC Salamat a récupéré sa licence professionnelle et s'est installé à Kirkkonummi.